# Parafia Podwyższenia Krzyża Świętego w Wysocku Wielkim
Parafia Podwyższenia Krzyża Świętego w Wysocku Wielkim – parafia rzymskokatolicka, znajdująca się w diecezji kaliskiej, w dekanacie Ostrów Wielkopolski I.